# گروه پارتنرز
گروه پارتنرز (انگلیسی: Partners Group) شرکت سرمایه‌گذاری سوئیسی است، که در سال ۱۹۹۶ تأسیس شد.